# Есин, Борис Иванович
Бори́с Ива́нович Е́син (22 июля 1922, Москва — 22 декабря 2016, там же) — советский и российский учёный в области истории русской журналистики и истории русской газеты и газетного дела, разработчик концепции истории российской печати. Доктор филологических наук (1973), профессор (1974), заведующий кафедрой истории русской журналистики и литературы факультета журналистики МГУ имени М. В. Ломоносова (1961, 1968—2011). Член Союза журналистов СССР с 1959 года. Заслуженный профессор МГУ (1996). Лауреат премии имени М. В. Ломоносова за педагогическую деятельность (2004).

## Биография
Родился в Москве, в Черкизове, в семье служащих. Сначала учился в начальной школе на Серпуховском Валу. Затем продолжил обучение в средней школе № 11 (ныне № 540), которую окончил в 1940 году. Уже с восьмого класса определился как гуманитарий. После окончания десятого класса решил поступать в Московский институт философии, литературы и истории имени Н. Г. Чернышевского, но потерял год из-за тяжёлой ангины и последовавших осложнений. Вступительные экзамены сдавал уже летом 1941 года, под бомбёжками. Был зачислен на первый курс, но учиться ему почти не пришлось. Когда началась эвакуация института в Ашхабад, Есин остался в Москве. Таких как он студентов-гуманитариев, отказавшихся от эвакуации, набралось около 100 человек, и их пообещали зачислить в пединститут имени В. И. Ленина. Там Борис Иванович сдал первую сессию. Но уже в феврале 1942 года в Москву из эвакуации частично вернулся МГУ, и студенты ИФЛИ — филологи и историки — были переведены на соответствующие факультеты университета. Вновь начались занятия, но в мае 1942 года Борис Иванович был призван в Красную Армию.

Курсант Есин. Московское пехотное училище. 1943 год

Воинскую службу начал в составе 73-го особого стрелкового батальона, находившегося в непосредственном подчинении коменданта Москвы и формально входившего в состав Западного фронта. В задачи батальона входили борьба с вражескими диверсантами-парашютистами и патрулирование московских улиц. Бойцы батальона также отвечали за светомаскировку, осуществляли досмотр транспортных средств. Когда враг был окончательно отброшен от Москвы, Бориса Ивановича направили на учёбу в Московское Краснознамённое пехотное училище. Однако становиться кадровым военным он не хотел. Написал рапорты об отчислении и отправке на фронт, за что как кандидат в члены ВКП(б) даже получил взыскание по партийной линии, но добился своего. Летом 1943 года его направили в запасной танковый полк в Горький, а оттуда во Владимир в танковую школу на шестимесячные курсы стрелков-радистов.
На фронт сержант Б. И. Есин попал, когда советские войска уже вступили на польскую территорию. Воевал на Т-34. Прямо на передовой был принят в члены ВКП(б), был назначен комсоргом танкового батальона. Участвовал в боях на варшавском направлении. После освобождения Польши его направили на завод имени Молотова получать новую технику, но на фронт Есин уже не вернулся. Его оставили в Горьком обучать курсантов. День Победы он встретил в 5-м запасном танковом полку.
В сентябре 1945 года старший сержант Б. И. Есин демобилизовался и вернулся в Москву. Поступил на филологический факультет МГУ, который окончил в 1950 году. Во время учёбы три года работал в многотиражке электромеханического завода имени Владимира Ильича «За боевые темпы». Уже на пятом курсе, а затем в аспирантуре активно занимался партийной работой, сначала был заместителем секретаря партбюро факультета, потом, ещё несколько лет, — секретарём. Участвовал в формировании отделения журналистики. В октябре 1953 года был принят в преподавательский штат Московского государственного университета. Преподаватель (с 20 октября 1953 года по 7 октября 1954 года), старший преподаватель (с 8 октября 1954 года по 31 августа 1959 года) факультета журналистики. В 1955 году Есин успешно защитил кандидатскую диссертацию по теме «Демократический журнал «Дело» в конце 60-х — начале 70-х годов XIX века». С 1 сентября 1959 года по 4 сентября 1961 года он доцент, с 5 сентября 1961 года по 1 декабря 1961 года и с 16 октября 1968 года по 28 февраля 2011 года — заведующий кафедрой. Член Союза журналистов СССР с 1959 года. В 1973 году защитил докторскую диссертацию по теме «Русская газета второй половины XIX века». С 1 марта 2011 года Борис Иванович — профессор кафедры истории русской литературы и журналистики факультета журналистики МГУ.
Научную и преподавательскую деятельность активно совмещал с общественной работой. С 1985 по 1996 год он входил в состав Учёного совета университета. Являлся членом редколлегий журналов «Вестник Московского университета» (серия «Журналистика»), «Из истории русской журналистики конца XIX — начала XX вв.» и «Меди@льманах». Входил в состав учебно-методического объединения по журналистике. Член диссертационного совета факультета журналистики с 1973 года.
В 2015 году в Российской газете были впервые опубликованы стихи Бориса Есина, написанные им во время Великой Отечественной войны.

## Научная и педагогическая деятельность
Являлся экспертом по истории российской журналистики, истории газет и газетного дела в России. Им разработана концепция истории отечественной печати, выделена в самостоятельный предмет история газетного дела в России. Борис Есин впервые исследовал отдельные периодические издания, в частности, журнал «Дѣло». Он является автором шести учебных курсов. Читал лекции по истории русской журналистики XIX и XX веков, спецкурсы по истории русской газеты, творчеству отдельных журналистов (А. П. Чехов, В. А. Гиляровский). Опубликовал свыше 150 научных работ, в том числе 26 книг и монографий. За время педагогической деятельности в МГУ подготовил 50 кандидатов наук, из которых 6 позднее защитили докторские диссертации.

## Награды, премии и звания
- Орден Почёта (2005)[5];
- орден Трудового Красного Знамени (1980)[5][6];
- медали, в том числе:
  - медаль «За оборону Москвы»[5][6];
  - медаль «За победу над Германией в Великой Отечественной войне 1941-1945 гг.»[5][6].
- Премия имени М. В. Ломоносова за педагогическую деятельность (2004)[8].
- Заслуженный профессор (1996)[6].

## Основные работы
- Есин Б. И. Демократический журнал «Дело». — М.: Издательство МГУ, 1959. — 48 с.
- Есин Б. И. Русская журналистика 70-80-х годов XIX века / под ред.: А. В. Западова. — М.: Издательство Московского университета, 1963. — 191 с.
- Есин Б. И. Русская дореволюционная газета. 1702—1917 гг. Краткий очерк. — М.: Издательство МГУ, 1971. — 88 с.
- Есин Б. И. Чехов — журналист. — М.: Издательство Московского университета, 1977. — 104 с.
- Методика изучения периодической печати : сборник статей / под ред.: Б. И. Есина. — М.: Издательство МГУ, 1977. — 109 с.
- Есин Б. И. Н. В. Шелгунов. — М.: Мысль, 1977. — 176 с.
- Н. Г. Чернышевский и журналистика (К 150-летию со дня рождения Н. Г. Чернышевского): сборник / под ред.: Б. И. Есина. — М.: Издательство МГУ, 1979. — 159 с.
- Есин Б. И. Русская газета и газетное дело в России. — М.: Издательство МГУ, 1981. — 132 с.
- Есин Б. И. Путешествие в прошлое (газетный мир XIX века). — М.: Издательство МГУ, 1983. — 160 с.
- Есин Б. И. История русской журналистики XIX века: Учебник. — 2-е изд., испр. и доп. — М.: Издательство МГУ, 2003. — 288 с.
- Есин Б. И. Ректоры императорского Московского Университета и русская журналистика 1755—1917. — М.: Издательство МГУ, 2004. — 96 с. — ISBN 5-211-04896-2.
- Есин Б. И., Кузнецов И. В. Три века московской журналистики: Учебное пособие. — М.: Флинта, 2005. — 248 с. — ISBN 5-89349-786-4.
- Есин Б. И. История деловой прессы России 1702—1917 (материалы к спецкурсу). — М.: Издательство факультета журналистики МГУ, 2005. — 25 с.
- Есин Б. И. История русской журналистики (1703—1917): учебно-методический комплект. — 3-е изд., испр. — М.: Флинта, Наука, 2006. — 640 с. — ISBN 5-89349-271-4.
- Есин Б. И. Очерки о настоящем и прошлом отечественной журналистики. — М.: Издательство факультета журналистики МГУ, 2007. — 93 с.
- Есин Б. И. История русской журналистики XIX века: Учебник для студентов вузов, обучающихся по направлению и специальности «Журналистика». — 3-е изд., испр. — М.: Издательство МГУ, 2008. — 304 с. — ISBN 978-5-211-05327-4.

## Публикации
- Шеваров Д. Последняя атака // Российская газета. — 2015. — № 114 (6685). — С. 38.
- Шандуренко Ю. Ветераны: «Мы ушли на войну сразу после экзаменов…» // Татьянин день : православное веб-издание МГУ. — 2009.